# محاکمه (فیلم ۲۰۰۶)
محاکمه (انگلیسی: The Trial) فیلمی محصول سال ۲۰۰۶ کشور پرو است.